# Gottesliebe
Dieser Artikel wurde in der Qualitätssicherung Religion eingetragen. Hilf mit, die inhaltlichen Mängel dieses Artikels zu beseitigen, und beteilige dich an der Diskussion.
Die Wörter Gottesliebe und Liebe Gottes können sowohl die Liebe des Menschen zu Gott als auch Gottes Liebe zum Menschen bezeichnen. Die von Gott ausgehende Liebe wird als eine unendliche, absolut bedingungslose Liebe verstanden.

## Tanach
So spricht etwa der Tanach von Gottes inniger Liebe (hebr. insb. 'ahābā) zu seinem Volk Israel (Hosea 3 ; Hosea 11 ; Deuteronomium 7,6ff ) und auch zu Einzelnen, wie etwa Salomo. Im Bund Gottes mit Israel wird JHWHs Verhältnis als Vertragspartner zugleich charakterisiert mit Worten wie hebr. ḥsd (loyale Verbundenheit), 'mn (Treue, Glaubwürdigkeit, Verlässlichkeit), rḥm (Zärtlichkeit), ḥmn (Bevorzugung). Das Verhältnis zwischen JHWH und Israel wird mit dem von Vater und Sohn (Exodus 4,22  und Hos 11,1 ) sowie Bräutigam und Braut (Hos 1-3  u.ö.; Jeremia  ; Ezechiel  ; Jesaja  ) oder auch mit dem der Mutter, die ihren Sohn nicht vergessen kann, verglichen ([Deutero-] Jes 49,15; [Trito-] Jes 66,13). Psalmen verwenden ferner z. B. das Bild des Hirten (Psalm 23). Die jüdische Weisheitsliteratur spricht von der Liebe, die den Tod überwindet und auf den gesamten Kosmos bezogen ist (Weish 4,7ff ; Weish 11,24 ). Die rückwendende Liebe Israels zu JHWH korrespondiert dieser vorgängigen Zuwendung JHWHs: „'Israel' und 'JHWH Liebende' können Austauschbegriffe werden“. Die jüdische Theologie des zweiten bis ersten vorchristlichen Jahrhunderts empfiehlt die Feindesliebe und versteht die Liebe „als Inbegriff der Frömmigkeit“.

## Neues Testament und christliche Theologie
Neutestamentliche Texte bevorzugen, abweichend vom sonstigen altgriechischen Sprachgebrauch, den Ausdruck agapē, der „zugleich die schöpferische und erlösende Liebe Gottes zur Welt und zum Menschen [beschreibt], die erwidernde Liebe des Menschen zu Gott und die Liebe des Menschen zum Menschen als unausbleibliches Zeugnis der menschlichen Liebe zu Gott.“
Bei Paulus von Tarsus wird die Liebe nicht nur auf Israel, sondern auch die „Feinde“ bezogen (Römer 5,8f  u.ä.) und besonders vom Kreuzestod Jesu her interpretiert. Der Hymnus auf die Liebe (1 Kor 13 ) wird rezeptionsgeschichtlich zu einer „Keimzelle einer christlichen Ethik“. Der Autor des Markus-Evangeliums nennt Jesus den „geliebten Sohn“ bei der Taufe (Markus 1,11 ); seiner „Verklärung“ (9,7) und zu Anfang des Passionsberichts (12,6), mithin „[a]n drei entscheidenden Punkten der Wirksamkeit Jesu“. Der Autor des Matthäus-Evangeliums verbindet die im anbrechenden „Königreich Gottes“ geschenkte Liebe Gottes mit der Liebe, die der „Jünger“ Gott entgegenbringe (Mt 5 ). Die johanneische Schule spricht von der Liebe zwischen Vater und Sohn als Lebensquelle (Johannes 15,9f ; Joh 17,24ff ) und identifiziert Gott und „die Liebe“ (1. Joh 4,8-16 ).
Nach dem Hohelied der Liebe (1. Korinther 13) ist die Liebe die höchste christliche Tugend.
Thomas von Aquin unterscheidet zwischen „amor“ und „caritas“ und ordnet ersteres der natürlichen Ausstattung des Menschen zu, während letzteres zudem göttliche Gnade voraussetze. Die Liebe als amor zählt dabei zu den Leidenschaften (passiones) und wird als vernunftgeleitete Hinneigung (inclinatio) zum Angezielten verstanden im Horizont einer umgreifenden Teleologie des Strebens nach dem Guten.

## Islamische Theologie
Termini klassischer islamischer Theologie und arabischer Philosophie für die Liebe Gottes sind u. a. ḥubb und 'ishq. Arabische Philosophen wie Farabi identifizieren, wie auch schon griechische und christliche Denker, Gott und die absolute Liebe. Avicenna beispielsweise hat dem Thema der von Gott emanierenden Liebe, die sich in jedem Objekt finde und wieder zu Gott strebe, eine eigenständige kurze Abhandlung gewidmet.